# Río Negro, Uruguay
Río Negro (spanska för "Svarta floden") är en av de viktigare floderna i Uruguay. Den rinner upp i högländerna i södra Brasilien, öster om Bagé, och flyter sedan västerut fram till Uruguayfloden. Rio Negro delar upp Uruguay i en nordlig och en sydlig del. Den viktigaste bifloden är Yífloden.

### Fotnoter
1. ↑  ”The Groundwater Resources of Uruguay”. International Association of Hydrological Sciences. Arkiverad från originalet den 21 juli 2011. https://web.archive.org/web/20110721210359/http://iahs.info/hsj/220/hysj_22_01_0115.pdf. Läst 12 augusti 2010.